# Hama (dystrykt)
Hama – jedna z 5 jednostek administracyjnych drugiego rzędu (dystrykt) muhafazy Hama w Syrii.
W 2004 roku obszar dystrykt zamieszkiwało 645 104 osób.